# نجاة فالو بلقاسم
نجاة بلقاسم (بالفرنسية: Najat Vallaud-Belkacem)‏ أو نجاة فالو بلقاسم (من مواليد 4 أكتوبر 1977 في منطقة بني شيكر التابعة لإقليم الناظور بـالريف المغربي)، سياسية فرنسية من أصول مغربية أمازيغية شغلت منصب وزيرة لحقوق المرأة والناطقة الرسمية باسم حكومة جان مارك ايرولت تحت رئاسة فرانسوا أولاند منذ 16 ماي 2012 إلى غاية 2 أبريل 2014، حيث عُيِّنَت وزيرة لحقوق المرأة والمدينة والشباب والرياضة في حكومة مانوال فالس. وفي 26 أغسطس 2014، عُيِّنَت وزيرة للتربية الوطنية والتعليم العالي والبحث في حكومة فالس الثانية، لتصبح أول امرأة تشغل هذا المنصب في تاريخ الجمهورية الفرنسية.
بين 2004 و2008 كانت مستشارة إقليمية برون ألب عن السياسة الثقافية. وبين 2008 و2013 كانت نائب عمدة مدينة ليون. كما شغلت إلى غاية ديسمبر 2011 كعضو في مجلس الجالية المغربية بالخارج. وهي ناشطة من أجل المساواة في الحقوق والفرص٬ خصوصا في مجال حقوق المثليين وأخلاقيات علم الأحياء وفي مجال وسائل الإعلام.
وعملت كمستشارة لسيجولين رويال خلال حملتها في الانتخابات العامة الفرنسية سنة 2007، وأيضاً في مارس 2009 عن الانتخابات التمهيدية الاشتراكية للرئاسة في عام 2011. وفي 16 نوفمبر 2011، كانت المتحدثة باسم فرانسوا هولاند، مرشح الحزب الاشتراكي للانتخابات الرئاسية 2012.

## مسيرتها

### الأسرة والمدرسة، والاحتراف المهني
الثانية في عائلة مكونة من سبعة أطفال، ولدت نجاة بلقاسم في عام 1977 في بني شيكر، قرية قرب الناظور المغربية، في جبال الريف. نجاة بلقاسم هي من أصل مغربي وجزائري وإسباني. هاجرت في عام 1982٬ إلى فرنسا وعمرها لا يتجاوز 4 سنوات رفقة والدتها وشقيقتها الكبرى٬ لتلتحق بوالدها الذي كان مهاجرا يعمل في فرنسا.وترعرعت في أبفيل ثم في أميان حيث درست الابتدائية قبل دخولها كلية سيزار فرانك-في المناطق الشمالية من المدينة.
في عام 1995، حصلت على شهادة البكالوريوس في علم الاجتماع الاقتصادي. في سن ال 18، وحصلت على الجنسية الفرنسية · .
في عام 2000، تخرجت من معهد الدراسات السياسية في باريس، بعد حصولها على شهادة في القانون في جامعة بيكاردي في اميان. فشلت مرتين في مسابقة المدرسة الوطنية للإدارة ref name="Bertoin" />. وكانت تلتقي ببوريس عدل نور الذي تزوجته 27 أغسطس 2005}. وهم آباء لتوائم (فتى / فتاة). وكان بوريس المدير العام للخدمات المجلس العام لساون-إي-لوراي.
بدأت نجاة بلقاسم حياتها المهنية كمحامية في مكتب محاماة باريس إلى مجلس الدولة ومحكمة النقض لمدة ثلاث سنوات · .

### الحياة السياسية
دخلت نجاة بلقاسم الحزب الاشتراكي في 21 أبريل 2002 وانضمت إلى فريق جيرار كولومب في 2003، السيناتور عمدة مدينة ليون، في ظل الإجراءات السياسية البلدية لتعزيز الديمقراطية الشعبية، ومكافحة التمييز، وتعزيز حقوق المواطنين وحصولهم على فرص العمل والسكن.
انتخبت في مارس 2004 كمستشار إقليمي لرون ألب على قائمة جان جاك كيران، وهي رئيسة لجنة الثقافة. استقالت في يونيو 2008.
في عام 2005، أنضمت إلى المجلس الوطني الاشتراكي وفي عام 2006، اختيرت لتكون جزءا من القيادات الشابة المؤسسة الفرنسية-الأمريكية.
نجاة فالو بلقاسم في عام 2007.
بعدما كانت مساعدة برلمانية لبياتريس ماري (واز) لسنة، أصبحت في 22 فبراير 2007، الناطق الرسمي الثالث لسيجولين رويال، مرشحة الانتخابات الرئاسية في عام 2007 إلى جانب فنسنت بيلون وأرنو مونتيبرغ.
مرشحة الحزب الاشتراكي في الانتخابات البرلمانية التي جرت في يونيو 2007 في الدائرة الرابعة من رون، فشلت في الجولة الثانية ضد دومينيك بربان بدرجة 43٪.
في ديسمبر 2007، تم انتخابها «ليونيز للعام» من قبل مجلة ليون كابيتال جنبا إلى جنب لاعب كرة القدم كريم بنزيما. وفي الشهر نفسه، عينت عضوا لمجلس الجالية المغربية بالخارج من قبل الملك محمد السادس.
في مارس 2008، تم انتخابها عضو مجلس العام لرون خلال انتخابات الكانتونات مع 58,52٪ من الأصوات في الجولة الثانية، تحت راية الحزب الاشتراكي في كانتون ليونXIII-مونتشات، جعلها تتحول إلى اليسار. انتخبت على لائحة الاتحاد اليساري بقيادة جيرار كولومب في انتخابات بلدية ليون. جيرار كولومب ثم اختيرت نائب رئيس بلدية ليون السادس والمكلف الرئيسي للأحداث والشباب والمجتمع، ويسمى أيضا عضو مجلس الجالية في المجتمع الحضري ليون. واستقالت من منصب نائب الرئيس لمنطقة رون ألب.
منذ مارس 2010، فإنه يوفر لطلاب الماجستير لل «الشؤون العامة» العلوم السياسية في باريس التعليم المفتوح، مكرسة لسياسات مستقبلية.
خلال ترشيح سيغولين رويال عن الانتخابات التمهيدية الاشتراكية للرئاسة عام 2011، تمت ترقية نجاة مرة أخرى كناطق رسمي باسم جنبا إلى جنب مع غيوم ودلفين باثو غاروت. وتشكل معهم «الدائرة الداخلية» من سيغولين رويال.
فرانسوا هولاند، بعد فوزه في الانتخابات التمهيدية الاشتراكية للرئاسة عام 2011 وتسميته كمرشح للحزب الاشتراكي وحزب اليسار الراديكالي في الانتخابات الرئاسية لعام 2012، عَيَّن نجاة فالو بلقاسم المتحدثة باسم هذه الحملة.
في 16 مايو 2012، تم تعيين نجاة فالو بلقاسم وزيرة لحقوق المرأة والناطق الرسمي باسم الحكومة في حكومة جان مارك أيرولت. وأعلنت في اليوم التالي الانسحاب من الترشح في الانتخابات البرلمانية في الدائرة الرابعة بعد أن قال رون جان مارك أيرولت خاض زراء التشريعي سيترك الحكومة. استقالت من منصبها كنائب عمدة مدينة ليون، لكنها لا تزال مستشارة البلدية.
في 4 فبراير 2013، استقالت من منصب ولاية مجلس ليون في حين بقيت مستشارة عامة.

### وزيرة حقوق المرأة، الناطق الرسمي باسم الحكومة
في 16 مايو 2012، عُيِّنَت نجاة فالو بلقاسم وزيرة حقوق المرأة والناطق باسم الحكومة في حكومة جان مارك أيرولت.لتكون أصغر عضو في الحكومة.
أصبحت وزارة حقوق المرأة وزارة-كاملة للمرة الأولى منذ 1986.
أعلنت نجاة فالو بلقاسم رغبتها في إحداث «الجيل الثالث من حقوق المرأة،» بعد الجيل الأول من الحقوق السياسية والجيل الثاني من المساواة الاقتصادية.
ولا سيما ملتزمة بالتكافؤ في قيادة الأعمال، والتكافؤ في الاتحادات الرياضية، ومكافحة المشقة بدوام جزئي والحد من القوالب النمطية بين الجنسين في البرامج المدرسية.
نهاية عام 2012، اُنْتُخِبَت نجاة فالو بلقاسم ملهمة سياسة العام من قبل لجنة تحكيم الذي يجمع بين الدليل السياسي لترومبينسكوب.
في 4 كانون الثاني 2013، أنشأت المجلس الأعلى للمساواة بين المرأة والرجل، برئاسة النائب السابق دانييل بوسك والتي تضم بين أعضائها وزير UMP السابق روزلين باتشيلوت.
في السنة الأولى من عملها كمتحدثة باسم الحكومة، وضعت ممارسات «جديدة ومبتكرة». فإنها تجيب مباشرة في المنطقة أو على شبكة الإنترنت كل شهر على أسئلة المواطنين.

### وزيرة حقوق المرأة، والمدينة والشباب والرياضة
في 2 أبريل 2014، عُيِّنَت وزيرة لحقوق المرأة، والمدينة والشباب والرياضة في الحكومة فالس.
في يوليو 2014، في القراءة الثانية، لمشروع قانون المساواة حقيقية بين الرجل والمرأة الذي أعدته، تم اعتماده ليتم الإعلان عن القانون رمزيا في 4 أغسطس 2014، في إشارة إلى ليلة 4 أغسطس 1789 (الثورة الفرنسية).

### وزيرة التربية الوطنية والتعليم العالي والبحث العلمي
في 26 أغسطس 2014، عُيِّنَت نجاة فالو بلقاسم وزيرة التربية الوطنية والتعليم العالي والبحث العلمي في حكومة فالس الثانية وبذلك أصبحت أول امرأة في تاريخ الجمهورية تعين كوزيرة التعليم. الوزيرة الجديدة، بالكاد استلمت منصبها، حتى أصبحت هدف من صحف اليمين المتطرف.
انتقادات عنيفة، على الشبكات الاجتماعية، والاعتداء على أصولها ونشر الشائعات ونشر هوية مزورة وهمية حول اسمها.
ببعد الاستقالة لأسباب صحية وزير الدولة للتعليم العالي جنفياف فيوراسكو أنه يفترض اتمام مهامه من 6 أبريل إلى 17 يونيو 2015، عندما يتم أخذ الوظيفة برئاسة تييري ماندون.
هذا يظهر في أبريل 2015 مشروع إصلاح التعليم في الكليات الذي يقدم وحدات عبور العديد من التخصصات حول مواضيع مستعرضة من الدرجة الخامسة بمعدل ثلاث ساعات في الأسبوع كحد أقصى. في غضون ثلاث سنوات، والطلاب تتبع ست من ثماني وحدات المقترحة. يتم تدريس اللغة الأجنبية الثانية في الصف الخامس بدلا من الصف الرابع. منظمة التعاون والتنمية لديها تقييم إيجابي من التدابير الرئيسية للـ (تخصصات التخفيض يستفيد منها أقلية، وتشجيع العمل الجماعي والمتابعة الشخصية) للحد من 20٪ من المتسربين، الوزير معلقا: "هناك جذور فكرة أن النجاح له قيمة فقط في ما يتعلق في فشل الآخرين. ويتمثل التحدي في إثبات الدراسات العلمية على العكس من ذلك، لدينا كل مصلحة في كل نجاح. "
سوف يوحد التعليم العلماني للدين. تحليل منهج التاريخ الجديد، بيير نورا يرى «شكلا من أشكال الشعور بالذنب الوطني الذي يعطي العزة للإسلام، وتجارة الرقيق والعبودية ويميل إلى إعادة تفسير التنمية برمتها في الغرب وفرنسا من خلال منظور الاستعمار وجرائمه»، وقال: اسم البرنامج«أزمة هوية». ومع ذلك، كانت الحضارة الإسلامية إجبارية بالفعل في البرنامج الخامس، في حين تشمل برامج جديدة لدراسة المسيحية في الصف السادس، ودور الكنيسة في العديد من الدورات في التاريخ الفرنسي.
يأذن بمشاركة الأمهات المحجبات خلال مباريات المدرسة عندما يكون لديهم أي موقف التبشير: "إن المبدأ هو أن الأمهات لا تخضع للحياد الديني، يجب أن يكون قبول وجودهم على الرحلات المدرسية للحكم ورفض الاستثناءات".

## الأفكار والمواقف

### تكافؤ الفرص والتعددية المرئية
تؤكد نجاة بلقاسم مفهوم «التعددية مرئية» في المجتمع الفرنسي، والتنوع والمساواة لا تتعارض مع معناها. في 15 سبتمبر 2010، كتبت ونشرت مع عالم الاجتماع إيريك كيسلاسي كتاب لمؤسسة جون جوريه أن الناشرين مثل هذا: «في الأمن الكامل المزايدة الحكومة، إريك كيسلاسي ونجاة فالو بلقاسم تقديم» طريق ثالث «لحل الصعوبات المتعلقة بالاندماج».
ما هو أبعد من قضايا التكامل، الجدول نجاة فالو بلقاسم على مفهوم «تكافؤ الفرص». وترى أن ذلك لم يعد مضمونا، نقلا عن افتقار المجتمع الفرنسي، والتي تفاقمت بسبب الأزمة الاقتصادية. يتطور هذا الرأي في رأي المنتدى العالمي بعنوان "جعل الفقراء يدفعون لأزمة ليست حتمية"، الذي تعود على الفقر في فرنسا واستجابات السياسيين المقترحة والنظر فيها.

### حقوق المثليين
صرحت المسؤولة عن القضايا الاجتماعية في الحزب الاشتراكي نجاة بلقاسم، انها ترعى حقوق المثليين، مثلي الجنس، (LGBT) قضايا المخنثين والمتحولين جنسيا واخلاقيات العلوم الحيوية، مسألتين متداخلة حول الرؤية البنائية لديها للأسرة والمجتمع. وهي ترى أن الوقت قد حان لـ"تعكس نموذج الأسرة المتغيرة في الحق الشرعي".
على قضايا حقوق المثليين قالت انها تدافع عن التبني واعتماد الأزواج من نفس الجنس ومكافحة رهاب المثلية.
حول أخلاقيات العلوم الحيوية، قالت نجاة فالو بلقاسم أن «تأجير الأرحام يمكن أن يكون أداة إضافية ضد العقم». وقالت انها تعمل لدى وصولها كسكرتير للحزب الاشتراكي مسؤولة عن القضايا الاجتماعية، مع برتراند مونثوبرت السكرتير الوطني للحزب الاشتراكي مسؤولا عن التعليم العالي والبحث العلمي، حول هذا الموضوع إلى تنقيح قوانين أخلاقيات العلوم الحيوية. وسوف تقدم النتائج التي توصلوا إليها والمقترحات في تقرير حول مراجعة قانون أخلاقيات العلوم الحيوية للمكتب الوطني للحزب الاشتراكي، لتقنين تأجير الأرحام، الذي لا يزال محظورا.
في سبتمبر 2012، أصبحت نجاة فالو بلقاسم وزيرة حقوق المرأة، واتهم المتحدث باسم الحكومة من قبل رئيس الوزراء جان مارك أيرولت مهمة لمكافحة رهاب المثلية أن يؤدي به إلى إدخال وتنفيذ برنامج عمل لمناهضة العنف والتمييز ضد مثليات، مثليون جنسيا وثنائيي الجنس والمتحولين جنسيا (LGBT).

### مكان الرقمية
نجاة فالو بلقاسم تعالج القضايا الاجتماعية وتجيب على الأسألة مجانا على الإنترنت والشبكات الاجتماعية.
في تويت الخوف من المثلية، نجاة فالو بلقاسم دعت المجتمع الأمريكي في تويتربإصدار قانون بحيث يتوافق مع القانون الفرنسي.

### مكافحة التمييز على أساس الجنس والمساواة
بتعيينها وزيرة لحقوق المرأة، نجاة فالو بلقاسم ملتزمة بإصدار قانون جديد ضد التحرش الجنسي. وسيتناول البرلمان هذا القانون مع كريستيان تاوبيرا، وزير العدل. أصدر 6 أغسطس 2012، كرس القانون في القانون الجنائي تعريفا جديدا للتحرش الجنسي من أجل أن تأخذ في الاعتبار أوسع مجموعة ممكنة من الحالات ويشجع الضحايا على المضي قدما.
لمكافحة التمييز على أساس الجنس والقوالب النمطية للجنسين، طرحت نجاة فالو بلقاسم برنامج «المناهضة للالجنسي» و«ABCD المساواة» التي سيتم تدريسها بشكل تجريبي في عام 2013 في نحو 500 الطبقات المرحلة الابتدائية ورياض الأطفال. والهدف المعلن هو تحقيق مزيد من التنوع في الصفقات والحد من العنف في نهاية المطاف.
لمحاربة الفجوة في الأجور المستمرة بين النساء والرجال، وأعتمدت في 19 ديسمبر 2012، اتفاق بشأن المساواة في الأجور ويقوي الضوابط لجعل فعالية العقوبات على الشركات. بعد أربعة أشهر، اعلنت وزيرة حقوق المرأة العقوبات الأولية التي تفرض على التعهدات بعدم الامتثال للقانون بشأن المساواة في الأجور.
في نوفمبر 2013، طرحت نجاة فالو بلقاسم بخطة لمدة ثلاث سنوات لمكافحة العنف ضد المرأة الذي يضاعف من الموارد المالية التي ارتكبت. والهدف من هذه الخطة المشتركة بين الإدارات وهو «منع اشكال العنف» و«لا تترك العنف العلني دون رد الجزاء والصحة والرعاية الاجتماعية.» ومن بين أهم التدابير، خطة 1650 أسرة المأوى في حالات الطوارئ الجديدة، ومضاعفة أعداد العاملين الاجتماعيين في مراكز الشرطة والدرك فضلا عن اتخاذ تدابير لتسهيل تقديم الشكاوى. وتشمل الخطة أيضا تحسين جمع الأدلة في قضايا الاغتصاب مع إنشاء عدة بعد الاغتصاب. وفيما يتعلق بالعنف ضد المرأة، نجاة بلقاسم مقتنعة بأن كلنا «علينا مسؤولية للتنديد بما لايطاق». لتشجيع الجمهور للتعبئة، الحملة السمعية البصرية «ضد العنف، وتحرر الكلمة» إطلاق وتشمل الخطة تدابير لتدريب ضباط الشرطة والمعلمين والقضاة والعاملين الاجتماعيين.
اطلقت نجاة فالو بلقاسم وزيرة حقوق المرأة، مشروع قانون للمساواة الحقيقية بين المرأة والرجل. والهدف من هذا القانون هو «تحويل المساواة في القانون، وكتب في النصوص، إلى الواقع» ، وسيلة «واقعي وعملي» للانتقال إلى الواقع على قدم المساواة. اعتمد القانون الإطاري بطريقة الدستور. من القانون الصادر 4 أغسطس 2014 تهدف إلى تشجيع الآباء على إجازة الأبوة، إلى حالة الوصول إلى الامتثال بالمشتريات العامة من قبل الشركات من أجل المساواة المهنية، وحماية الأمهات العازبات بتسديد النفقة، أو لتغطية جميع مجالات المسؤولية بمبدأ التكافؤ.

### حقوق الإجهاض
مع قانون 4 أغسطس 2014، عززت نجاة فالو بلقاسم الحق في الإجهاض (IVG). وأزالت حالة التضييق التي في قانون 1975 مطلوب للتأهل للإجهاض.
وتعتقد وزير حقوق المرأة أن الإجهاض هو «حق أساسي» و«ليس مجرد التسامح مع الظروف». وأوضحت في مقابلة ان عائق على المعلومات وتحديد المواقع جعل «التبشير مكافحة الإجهاض» و«[ردع] المرأة من ممارسة حقهم في الأسابيع الأولى.»
هذه المواد هي جزء من مبادرة وزيرة حقوق المرأة، والتي تهدف إلى تسهيل الإجهاض: الإجهاض هو الآن 100٪ يسدد من قبل الضمان الاجتماعي، وتعديل الإجراءات الطبية لزيادة عدد إطلاق الممارسين والحكومة موقع مخصص بالذي كتبه نجاة فالو بلقاسم الإجهاض في فرنسا في 27 سبتمبر2013.

### تجريم زبائن البغايا
ويدعم المقترحات التشريعية لمعاقبة زبائن الدعارة.

### التصويت الأجنبي
دعت إلى حق الأجانب الذين استقروا في البلاد لمدة خمس سنوات على الأقل التصويت في الانتخابات المحلية.

### تجريم الحشيش
بينما كانت في عام 2009 في صالح عدم تجريم الحشيش (القنب)، غيرت نجاة فالو بلقاسم في عام 2015 من رأيها بعد عملها في قضايا الدعارة: «لقد كانت فرصة بالنسبة لي للذهاب في تفاصيل التجارة والطابع تداخل تماما: تهريب المخدرات والاتجار بالجنس وتهريب الأسلحة. ورأيي بأنه يجب أن لا هوادة مع هذه الحركة. لذلك نعم رأيي لم يتغير بشأن هذه المسألة».

### الهجمات الشخصية
مثل غيرها من الوزيرات، فإنها تواجه الكثير من الشتائم والتحيز الجنسي العنصري

## الوظائف الحكومية

### مناصب وزارية
- وزيرة حقوق المرأة: 16 مايو 2012 - 31 مارس 2014
- وزيرة حقوق المرأة، والمدينة والشباب والرياضة: 2 أبريل 2014 - 25 أغسطس 2014
- وزير التربية الوطنية والتعليم العالي والبحث العلمي: منذ 26 أغسطس 2014. 5 مارس 2015، أخذ الوظيفة جنفياف فيوراسو، وزيرة الدولة للبحث والتعليم العالي، الذي استقال من منصبه لأسباب صحية.

### المجلس الإقليمي لرون ألب
- المستشارة الإقليمية لرون ألب، قائمة جان جاك كيران في الفترة من مارس 2004 حتي 2008؛
- رئيسة لجنة الثقافة في المجلس الإقليمي لرون ألب 2004-2007.
- نائب رئيس منطقة رون ألب للثقافة 2004-2007.
- عضو تنفيذي في منطقة رون ألب، مستشار مندوب للثقافة في الفترة من يوليو 2007 حتي 2008.

### مجلس الجالية المغربية بالخارج
- عضو مجلس الجالية المغربية بالخارج ديسمبر 2007 [68] إلى ديسمبر 2011[69]، إلا أنها لا تزال عضوا في الفريق العامل «مقاربة النوع الاجتماعي والأجيال الصاعدة».[70]

### مجلس مدينة ليون
- عضو مجلس البلدي لمدينة ليون، المنطقة الثالثة على قائمة تييري فيليب انتخاب 9 مارس 2008. استقالت يوم 4 فبراير 2013؛
- نائب عمدة ليون السادسة (والخامسة) الرائدة في الأحداث - شباب - جمعيات 2008-2012.
- مستشار جماعة المجتمع الحضري ليون 2008-2013.

### المجلس العام لرون
المستشار العام لادارة رون في انتخابات 16 مارس 2008 في بلدة ليونXIII-مونتشات.

## روابط خارجية
- نجاة فالو بلقاسم على موقع IMDb (الإنجليزية)
- نجاة فالو بلقاسم على موقع مونزينجر (الألمانية)
- نجاة فالو بلقاسم على موقع قاعدة بيانات الفيلم (الإنجليزية)